# Женская сборная Дании по кабадди
Женская национальная сборная Дании по кабадди — представляет Данию на международных соревнованиях по кабадди. Управляющей организацией является Федерация кабадди Дании (англ. Kabaddi Federation of Denmark).

## Результаты выступлений

### Чемпионаты мира (круговой стиль)
| Год  | Победы         | Ничьи          | Поражения      | Место          |
| ---- | -------------- | -------------- | -------------- | -------------- |
| 2012 | не участвовали | не участвовали | не участвовали | не участвовали |
| 2013 | 4              | 0              | 1              | 3              |
| 2014 | 2              | 0              | 3              | 4              |
| 2016 | не участвовали | не участвовали | не участвовали | не участвовали |